# Ambassade du Tchad en France
L'ambassade du Tchad en France est la représentation diplomatique de la république du Tchad en République française. Elle est située à Paris et son ambassadeur est, depuis 2023, Ahamad Makaila.

## Ambassade
L'ambassade est située 65 rue des Belles-Feuilles dans le 16e arrondissement de Paris.

## Consulats
Le Tchad dispose également de quatre consulats honoraires en France : à Lyon, Marseille, Rouen et Toulouse.

## Ambassadeurs du Tchad en France
| Date de nomination                                                       | Date de nomination                                                       | Date de remise des lettres de créance                                    | Date de remise des lettres de créance                                    | Diplomate                                                                |
| En qualité d'ambassadeurs extraordinaires et ministres plénipotentiaires | En qualité d'ambassadeurs extraordinaires et ministres plénipotentiaires | En qualité d'ambassadeurs extraordinaires et ministres plénipotentiaires | En qualité d'ambassadeurs extraordinaires et ministres plénipotentiaires | En qualité d'ambassadeurs extraordinaires et ministres plénipotentiaires |
| ------------------------------------------------------------------------ | ------------------------------------------------------------------------ | ------------------------------------------------------------------------ | ------------------------------------------------------------------------ | ------------------------------------------------------------------------ |
| ?                                                                        |                                                                          | 30 septembre 1991                                                        | .                                                                        | Maina Touka Sahanaye                                                     |
| ?                                                                        |                                                                          | 1er février 1993                                                         | .                                                                        | Ahmad Allam-Mi                                                           |
| ?                                                                        |                                                                          | 27 mars 1995                                                             | .                                                                        | Mahamat Ali Abdallah Nassour                                             |
| ?                                                                        |                                                                          | 8 juillet 1999                                                           | .                                                                        | Mahamat-Ahmad Alhabo                                                     |
| ?                                                                        |                                                                          | 26 octobre 2000                                                          | .                                                                        | Mahmoud Hissein Mahmoud                                                  |
| ?                                                                        |                                                                          | 15 mars 2005                                                             | .                                                                        | Moukhtar Wawa Dahab                                                      |
| ?                                                                        |                                                                          | 19 novembre 2007                                                         | .                                                                        | Hissein Brahim Taha                                                      |
| ?                                                                        |                                                                          | 13 octobre 2017                                                          | .                                                                        | Amine Abba Sidick                                                        |
| ?                                                                        |                                                                          | 12 avril 2021                                                            | .                                                                        | Kedella Younous Hamid Elhadji Hamid Mamadi                               |
| ?                                                                        |                                                                          | 22 septembre 2023                                                        | [ JORF 10 ]                                                              | Ahamad Makaila                                                           |